# Balatonfűzfő
Balatonfűzfő je mesto ob Blatnem jezeru na Madžarskem, ki upravno spada pod podregijo Balatonalmádi Županije Veszprém.